# El Derby de Kentucky es decadente y depravado

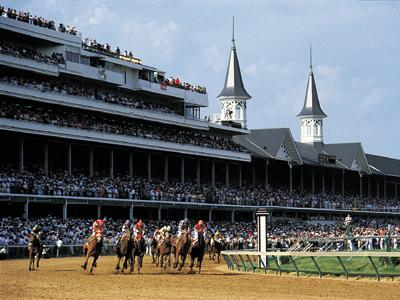
El artículo de Hunter S. Thompson trata sobre las celebraciones y la depravación de la gente que asiste al Derby de Kentucky (foto).

El Derby de Kentucky es decadente y depravado es un artículo de deportes escrito por Hunter S. Thompson en el Derby de Kentucky de 1970, en Louisville, Kentucky, que apareció primero en el número de junio de aquel año de la revista Scanlan's Monthly. Aunque no se conocía en ese momento, el artículo marcó la primera aparición del periodismo gonzo, el estilo que Thompson llegó a personificar en los años setenta.

## Historia
La génesis del artículo fue descrita por Thompson como algo parecido a "caerse por el hueco de un ascensor y aterrizar en una piscina de sirenas". Enfrentado a la fecha de cierre y sin una historia coherente para sus editores, Thompson comenzó a arrancar páginas de su cuaderno, numerarlas y enviarlas a la revista. Enviada junto con los bocetos de Ralph Steadman (la primera de muchas colaboraciones entre Thompson y Steadman), la historia resultante y la maníaca subjetividad en primera persona que la caracterizaba, fueron los comienzos del estilo de periodismo gonzo.
El artículo trata menos sobre la carrera en sí misma -de hecho, Thompson y Steadman no podían ver la carrera desde donde se encontraban- sino que se enfoca en la celebración y la depravación que rodea el acontecimiento. La descripción de Thompson incluye los hechos en Louisville (su ciudad natal) en los días previos y posteriores al Derby, y Steadman capturó la atmósfera libertina en sus dibujos surrealistas. Thompson proporcionó vistas de cerca de las actividades en el campo de Derby y la tribuna en Churchill Downs, y un comentario corriente sobre la embriaguez y lascivia de la multitud, que, como afirma en el artículo, es lo único en lo que se estaba enfocando su trabajo. La narrativa termina con una anagnórisis agridulce, algo común en el trabajo de Thompson; después de varios días de sumergirse en fiestas estridentes y alcoholismo para tener una idea del acontecimiento, Thompson y Steadman se dan cuenta de que se han convertido exactamente en el tipo de personas que originalmente planearon caricaturizar.

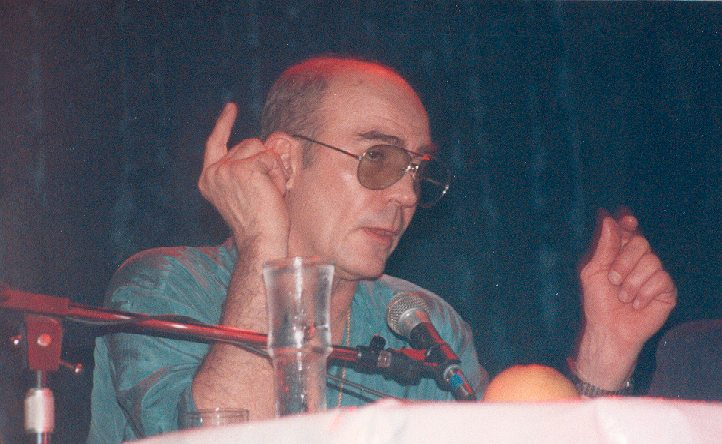
Hunter S. Thompson, autor del artículo El Derby de Kentucky es decadente y depravado.

Thompson se quitó la vida en 2005. Poco después, Steadman recordó su reunión en el Derby de Kentucky al diario británico The Independient. En el artículo Steadman recordó su primera impresión de Thompson ese día:

"Me había dado la vuelta y dos ojos feroces, firmemente encajados dentro de una cabeza en forma de bala, estaban mirando un extraño crecimiento que yo estaba criando en la punta de mi barbilla. "¡Mierda!", exclamó él [Thompson]. "Dijeron que busque a un excéntrico de pelo enmarañado con verrugas en cadena y creo que lo he encontrado". ... Este hombre tenía una impresionante cabeza cincelada en una pieza de hueso, cuya parte superior estaba cubierta hasta los ojos por un sombrero de ala fláccida. La mitad superior de su cuerpo estaba envuelta en una chaqueta de caza holgada de un mosaico multicolor. Vestía pantalones azules y todo el torso giraba sobre un par de enormes zapatos deportivos blancos con un fino borde rojo alrededor. Maldito, cerca de dos metros de hueso sólido y carne con un bolso de cuero sobre la rodilla y un cigarrillo cargado entre los dedos artríticos de la otra mano".
Ralph Steadman

## Publicación
El artículo fue publicado por primera vez en la edición de junio de 1970 de la revista Scanlan's Monthly. Después fue reimpreso en la antología de Tom Wolfe El nuevo periodismo (1973) y también en uno de los libros de Thompson, La gran caza del tiburón, de 1979, un libro que recoge varias de sus obras anteriores.

### Recepción
El artículo no fue ampliamente leído en ese momento, pero Thompson llamó la atención de otros periodistas por su estilo inusual. En 1970, Bill Cardoso, editor de la revista dominical de The Boston Globe, le escribió a Thompson, a quien había conocido en un autobús lleno de periodistas que cubrían las primarias de 1968 en New Hampshire. Cardoso elogió la pieza como un gran avance: "Esto es, esto es puro gonzo. Si esto es un comienzo, sigue rodando". Considerado como el primer uso de la palabra gonzo para describir el trabajo de Thompson, él la tomó de inmediato y, según Steadman, dijo: "Está bien, eso es lo que hago. Gonzo".